# Dieter Dombrowski

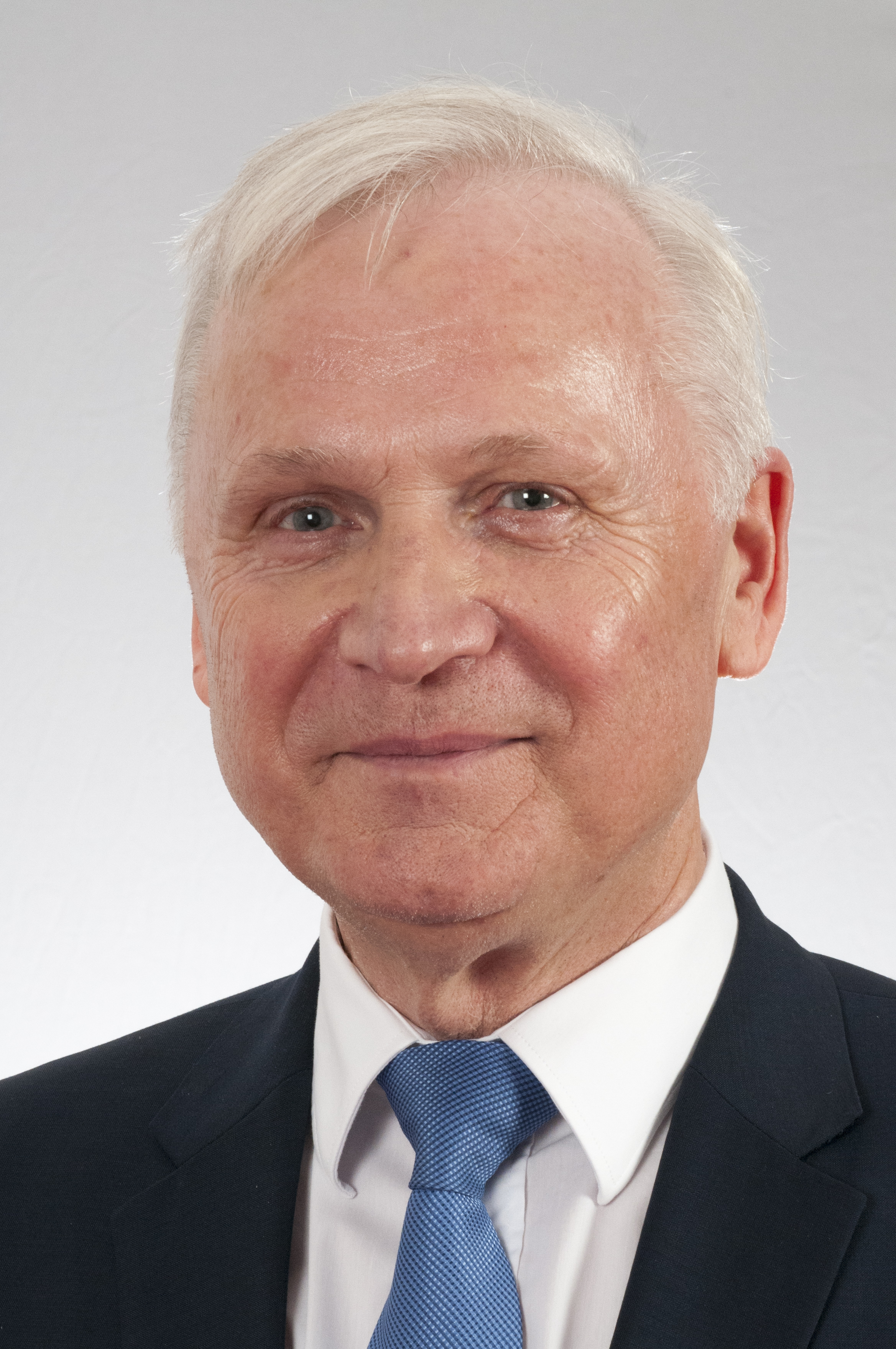
Dieter Dombrowski, 2016

Dieter Dombrowski (* 23. Juni 1951 in Ost-Berlin) ist ein deutscher Politiker (CDU). Er war zwischen 1999 und 2019 Landtagsabgeordneter in Brandenburg.

## Leben und Beruf
Dombrowski ist das jüngste von acht Kindern einer katholischen Familie; sein Vater stammt aus Polen. Ab dem sechsten Kind übernahm DDR-Präsident Wilhelm Pieck eine formale Patenschaft. Dombrowski absolvierte von 1968 bis 1970 eine Berufsausbildung zum Maler und leistete anschließend von 1970 bis 1972 seinen Grundwehrdienst bei der Nationalen Volksarmee (NVA) der DDR. Am 13. August 1974 wurde er vom Bezirksgericht Schwerin wegen „ungesetzlichen Grenzübertritts“ und „staatsfeindlicher Verbindungsaufnahme“ zu vier Jahren Gefängnis verurteilt, von denen er 20 Monate verbüßte, davon 16 Monate im Stasi-Gefängnis in Cottbus, wo er Zwangsarbeit leisten musste. Seine Rehabilitierung erfolgte 1994. Seine Schwester, die beim Besuch einen Kassiber mitnahm und in den Westen schmuggelte, wurde dafür ebenfalls zu viereinhalb Jahren Haft verurteilt.
Nach seiner Übersiedlung nach West-Berlin schulte er von 1978 bis 1980 zum Zahntechniker um. In West-Berlin war er auch an Aktionen gegen die SED-Diktatur beteiligt. Beispielsweise mauerte er symbolisch den Eingang zum Aeroflot-Büro am Bahnhof Zoo zu. Dies geschah zusammen mit Bernd Moldenhauer, der später von einem Mitarbeiter des Ministeriums für Staatssicherheit ermordet wurde. Von 1983 bis 1990 war er Referent beim Deutschen Bundestag (Landesgruppe der Berliner CDU-Abgeordneten). Auch in West-Berlin wurde er von Stasi-Mitarbeitern wie beispielsweise von dem Karikaturisten Gero Hilliger bespitzelt.
In den achtziger Jahren sagte Dombrowski als Zeuge in einem Verfahren wegen Volksverhetzung aus, nachdem Teilnehmer einer von ihm geleiteten Fahrt der Berliner JU zum Hambacher Schloss wegen Absingens des Horst-Wessel-Liedes und Zeigen des Hitlergrußes aufgefallen waren. Er habe dies nicht bemerkt, sagte Dombrowski. Zwei junge Männer wurden wegen Volksverhetzung und des Tragens verfassungsfeindlicher Nazi-Symbole verurteilt. Das Gericht verwies darauf, dass erheblich mehr vorgefallen war, als das in der Anklageschrift formulierte. „Am wenigsten“, so das Gericht, hätte die Zeugenaussage des Reiseleiters Dombrowski „überzeugt“. In der Berufungsinstanz wurden die Angeklagten freigesprochen.
Von 1990 bis 1994 war er Landrat des Kreises Rathenow. Ab 1994 war er Niederlassungsleiter und von 1997 bis 2004 Geschäftsführer der Beratungsgesellschaft für kommunale Infrastruktur in Werder (Havel). Dombrowski ist Mitglied des Verwaltungsrates der Rathenower Werkstätten für Behinderte und betreutes Wohnen GmbH und seit 2015 Bundesvorsitzender der Union der Opferverbände Kommunistischer Gewaltherrschaft.
Dieter Dombrowski ist verheiratet, hat zwei Kinder und wohnt in Bahnitz (Gemeinde Milower Land). Seine Frau Petra ist ebenfalls Kreistagsmitglied der CDU. Er ist katholischen Glaubens.

## Politik

### Partei
Dieter Dombrowski ist seit 1977 Mitglied der CDU. Von 1983 bis 1987 war er Landesvorsitzender der Jungen Union in West-Berlin. Seit 1994 ist er Kreisvorsitzender der CDU Havelland. Von 2009 bis 2012 war er Generalsekretär der CDU im Land Brandenburg.

### Abgeordneter
Dombrowski ist seit 1994 Mitglied des Kreistages Havelland und war seitdem bis 2009 CDU-Fraktionsvorsitzender.
Seit September 1999 wurde er viermal jeweils über die Landesliste Mitglied des Landtages Brandenburg. Dombrowski war seit 2014 Vizepräsident des Landtages Brandenburg. Er war umweltpolitischer Sprecher der CDU-Fraktion und Koordinator der umweltpolitischen Sprecher der Landtagsfraktionen von CDU und CSU.
Am 6. November 2009 protestierte er in DDR-Häftlingskleidung bei der Vereidigung von Ministerpräsident Matthias Platzeck gegen die Unterzeichnung des Koalitionsvertrages von SPD und LINKE, da dieser vonseiten der LINKE von zwei ehemaligen Stasi-Spitzeln unterzeichnet wurde.
Nach dem Rücktritt der Partei- und Fraktionsvorsitzenden Saskia Ludwig wurde Dombrowski am 18. September 2012 zum neuen Vorsitzenden der CDU-Landtagsfraktion gewählt. Im Februar 2014 trat er zugunsten von Michael Schierack vom Fraktionsvorsitz zurück und wurde dessen Stellvertreter.